# Granada nos Jogos Olímpicos de Verão de 2004
Granada competiu nos Jogos Olímpicos de Verão de 2004, em Atenas, na Grécia.